# Sara Dossena
Sara Dossena (Clusone, 21 de noviembre de 1984) es una deportista italiana que compitió en triatlón y duatlón.
Ganó una medalla de plata en el Campeonato Europeo de Triatlón de Media Distancia de 2015. Además, obtuvo una medalla de plata en el Campeonato Europeo de Duatlón de 2015, y una medalla de plata en el Campeonato Europeo de Duatlón de Larga Distancia de 2015.

## Palmarés internacional
| Campeonato Europeo | Campeonato Europeo | Campeonato Europeo | Campeonato Europeo |
| Año                | Lugar              | Medalla            | Prueba             |
| ------------------ | ------------------ | ------------------ | ------------------ |
| 2015               | Rimini (Italia)    | Medalla de plata   | Individual         |

| Campeonato Europeo | Campeonato Europeo  | Campeonato Europeo | Campeonato Europeo |
| Año                | Lugar               | Medalla            | Prueba             |
| ------------------ | ------------------- | ------------------ | ------------------ |
| 2015               | Alcobendas (España) | Medalla de plata   | Individual         |

| Campeonato Europeo | Campeonato Europeo               | Campeonato Europeo | Campeonato Europeo |
| Año                | Lugar                            | Medalla            | Prueba             |
| ------------------ | -------------------------------- | ------------------ | ------------------ |
| 2015               | Horst aan de Maas (Países Bajos) | Medalla de plata   | Individual         |